# Breemwaard
De Breemwaard is een uiterwaard in de gemeente Zaltbommel, liggende aan de Waal. De 130 hectare grote uiterwaard wordt bij hoogwater door de rivier overstroomd. Ze is ingericht als natuurgebied en wordt deels onderhouden door middel van begrazing. Het is in beheer bij Staatsbosbeheer en SBNL Natuurfonds.
Het natuurgebied is gelegen tussen de Waaldorpen Zuilichem en Nieuwaal ten westen van Zaltbommel. De uiterwaard heeft een oppervlakte van 130 hectare en bestaat vooral uit open water, zachthoutooibos en stroomdalgrasland. Door het gebied loopt een strang alsmede een aantal nevengeulen die bij een zeer hoge waterstand met de rivier meestromen. De bodem bestaat vooral uit klei en zand. Het deel van Staatsbosbeheer is volledig opengesteld voor het publiek, SBNL Natuurbeheer staat alleen op de paden bezoekers toe.

## Geschiedenis
Eind negentiende eeuw lag er zowel een nevengeul als een zandeiland in de Breemwaard. Het gebied bestond voornamelijk uit oeverwallen en graslanden. Griendhout werd geteeld op de lager gelegen delen. In 1890  begon men met afgraving van het zandeiland waardoor de dynamiek in het gebied veranderde. Ongeveer twintig jaar later heeft men aan de rivieroever ter plaatse kribben  aangelegd. 
Tot in de jaren 1970 is het gebied gebruikt voor het delven van klei en zand. Op afgegraven plaatsen vormde zich moeras en ooibos. Na 1996 verloor het zijn agrarische bestemming en volgde beheer voor 'laag dynamische natuurontwikkeling'. In 1996 en 1998 heeft waar gewenst afgraving van het maaiveld plaatsgevonden. In 2003 zijn oeverwallen en zomerkade bij het natuurgebied gevoegd.

## Flora en fauna
Er bestaat een gevarieerde flora en fauna. Er zijn libellen, juffers, vlinders en sprinkhanen. Vogelsoorten die in het gebied voorkomen zijn onder andere kneu, rietgors, zwartkop, matkop, grutto en kievit.
De vegetatie bestaat voornamelijk uit struweel en kruidachtige vegetatie. In de periode 1996–2010 is een aantal kenmerkende soorten uit het gebied verdwenen nadat beheer met grote grazers werd ingevoerd. Begrazing maakt dat opslag van begroeiing beperkt blijft. In verband met de waterveiligheid ziet Rijkswaterstaat er scherp op toe dat voldoende doorstroming bij hoogwater gegarandeerd is.

## Afbeeldingen

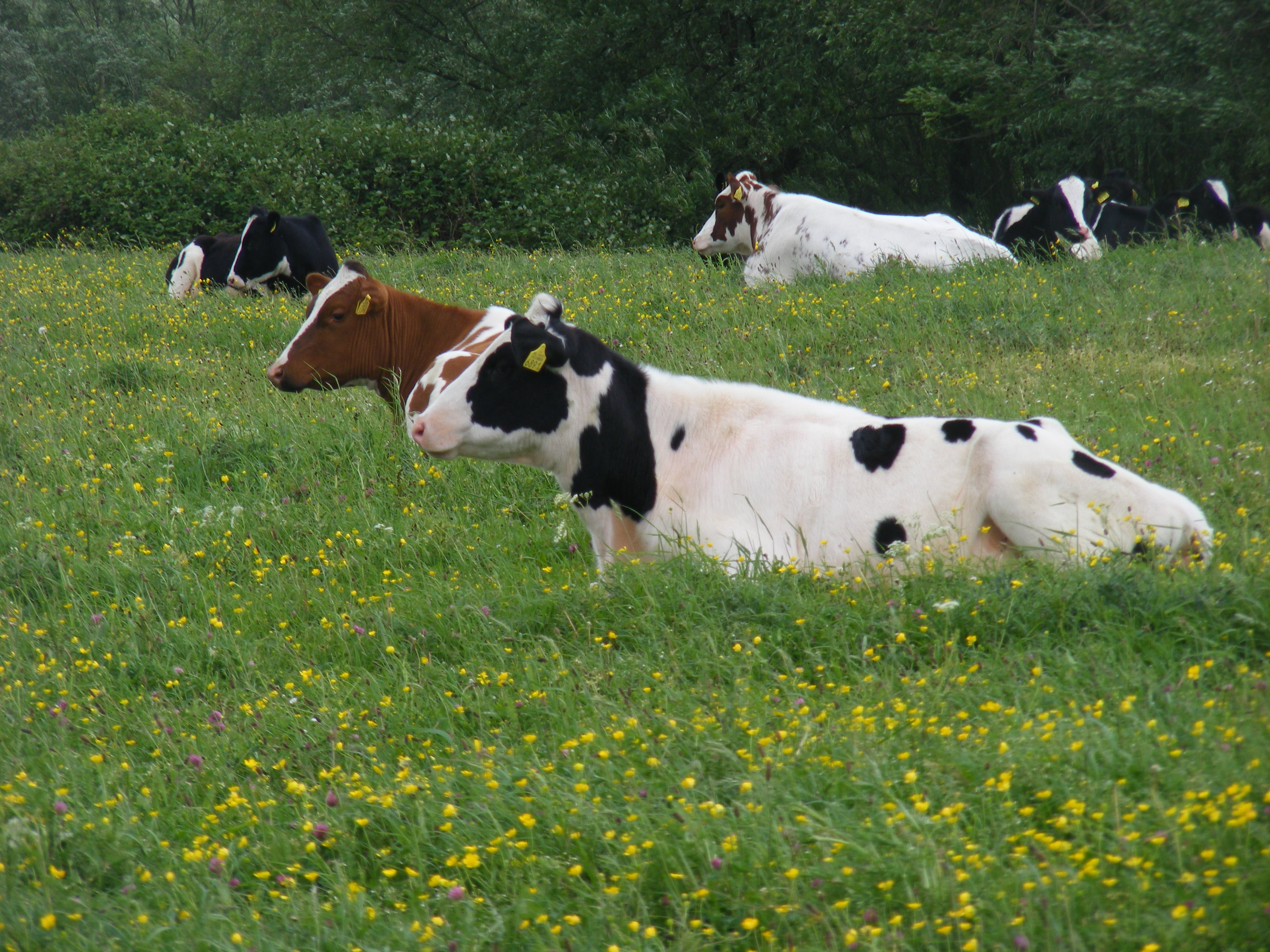
Herkauwende runderen in kruidenrijk grasland
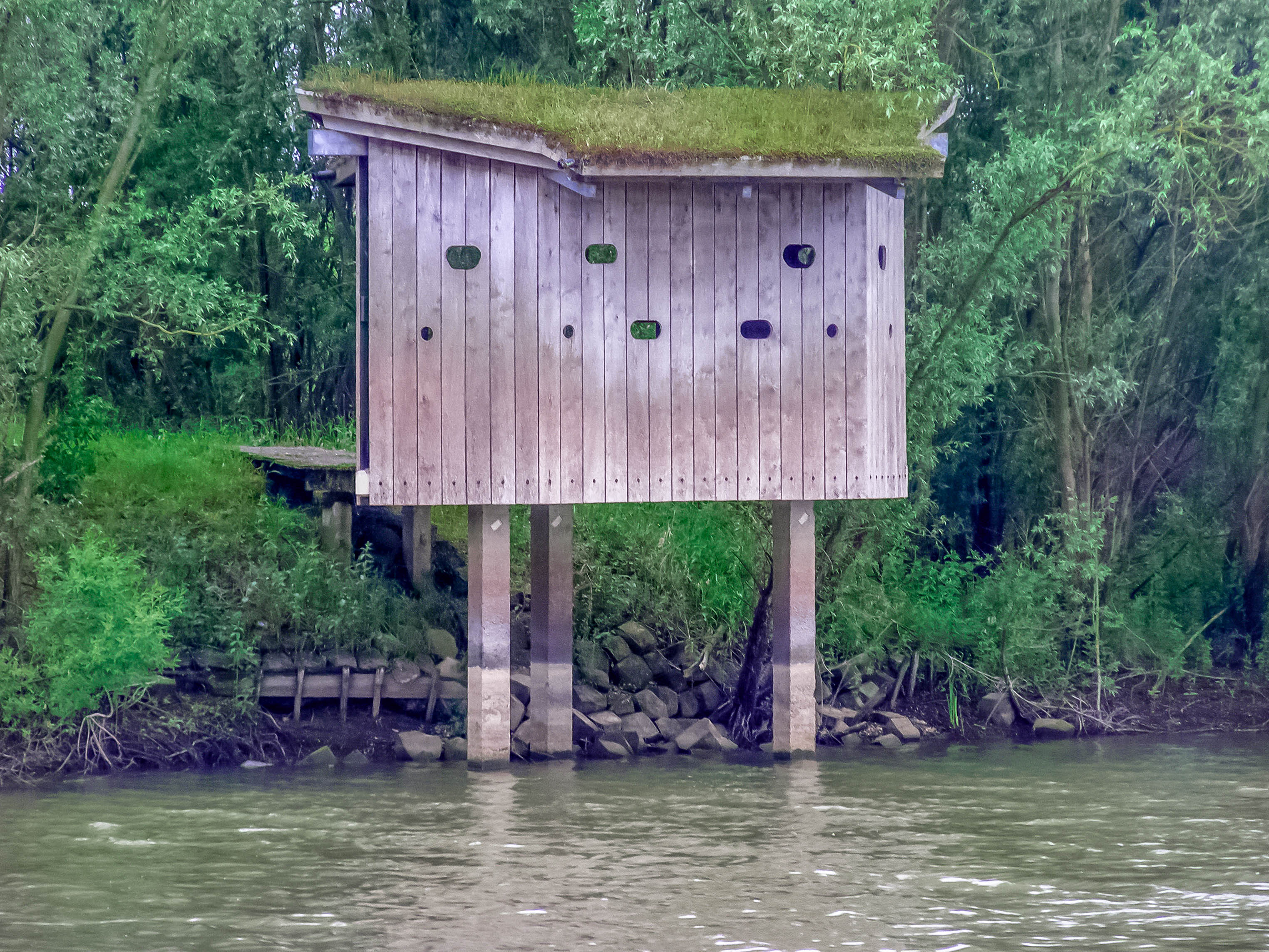
Vogelkijkwand
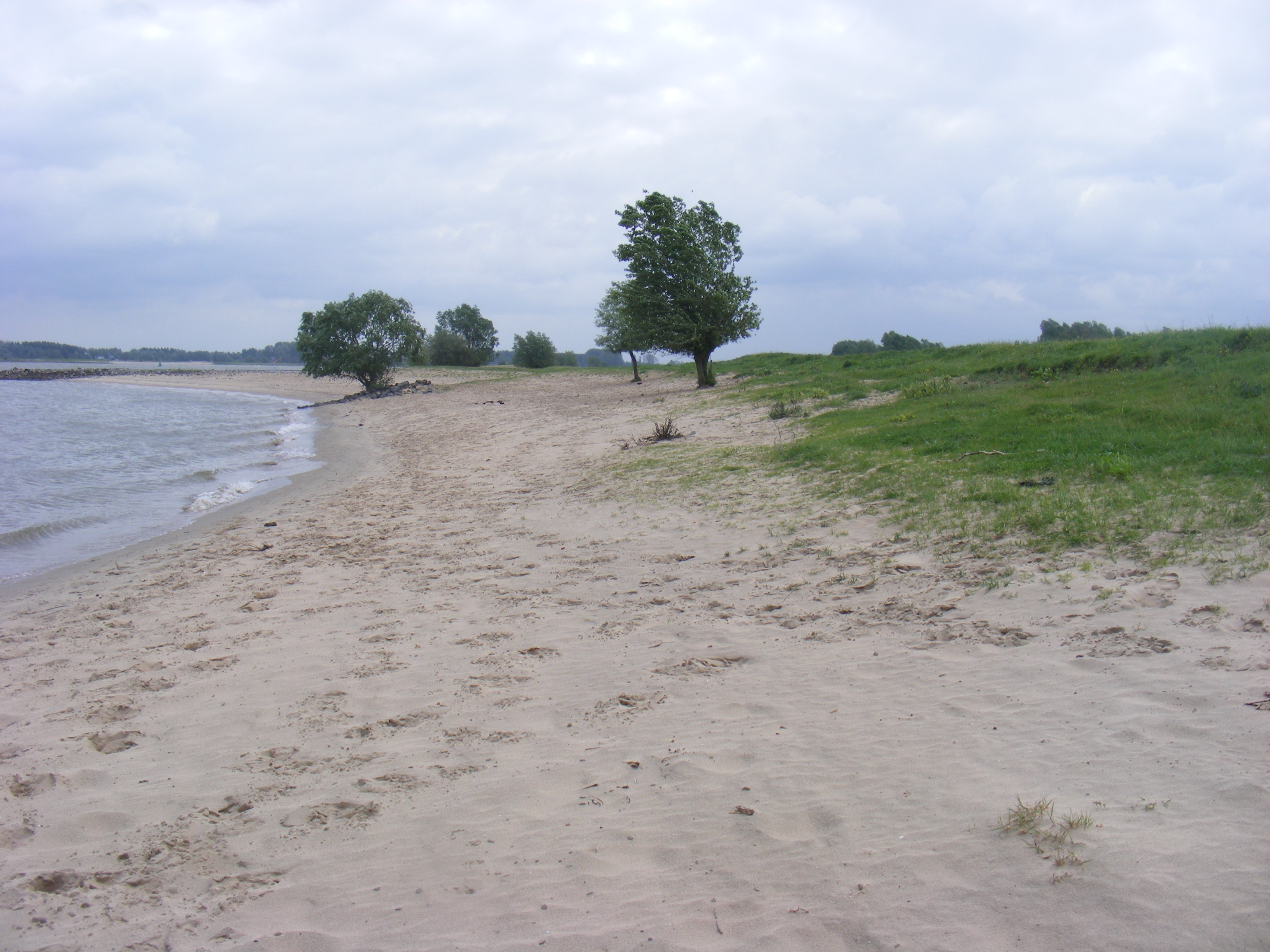
Rivierstrand aan de oever van de Waal